# Monte Monna Casale
Il Monte Monna Casale (1.395 m s.l.m.) è una montagna dei Monti della Meta.
Si trova nel Lazio in provincia di Frosinone (Comune di Acquafondata) a ridosso del confine regionale con il Molise.